# Dirk Shafer
Dirk Alan Shafer (ur. 7 listopada 1962 w Carbondale, zm. 5 marca 2015 w West Hollywood) – amerykański model, scenarzysta, reżyser filmowy i aktor.

## Życiorys
Urodził się w Carbondale w Illinois. Dorastał w stanie Oklahoma. W 1990 pojawił się w publikacji kobiecego magazynu „Playgirl” pt. Holiday 1990. Miesięcznik „Playgirl” przyznał mu tytuł Mężczyzny roku 1992. W magazynie pojawił się w charakterze modela z powodów walidacyjnych – nigdy bowiem nie uważał się za osobę atrakcyjną. Następnie Shafer wystąpił w głównej roli w filmie Man of the Year, do którego również napisał scenariusz, i który ostatecznie wyreżyserował. Premiera filmu miała miejsce 15 września 1995 podczas Festiwalu Filmowego w Toronto. Film spotkał się z różnymi opiniami; do najbardziej przychylnych należał głos magazynu Variety, który określił go jako „przyjemny do oglądania, a momentami bystry”. 
W 2001 Shafer wyreżyserował niezależny film Circuit, do którego, wraz z Gregorym Hintonem, napisał też scenariusz. Podczas Coachella Valley Festival of Festivals Circuit został uhonorowany nagrodą dla najlepszego filmu. W 2001 pojawił się także w jednym z odcinków sitcomu NBC Will & Grace (Para nie do pary) jako Blaze.
Pracował jako trener fitness i instruktor pilates. Był zdeklarowanym gejem.
5 marca 2015 został znaleziony martwy w samochodzie niedaleko swojego domu w West Hollywood w stanie Kalifornia. Miał 52 lata. Pierwsze raporty wskazywały, że mógł mieć atak serca.